# Selfmachine
«Selfmachine» —en español: «Automáquina»— es una canción de la banda inglesa I Blame Coco de su álbum debut, The Constant. Producido por Klas Ahlund, que fue lanzado como segundo sencillo del álbum en formato digital el 11 de julio de 2010, con un vinilo de 12 "en libertad al día siguiente. El sencillo fue remezclado por Sub Focus y La Roux, y se añadió a la BBC Radio 1 la lista B lista de reproducción, el 9 de junio de 2010. La canción fue presentada de la cuarta temporada de Gossip Girl, titulado "The Kids Stay in the Picture" y salió al aire 18 de abril de 2011.

## Lista de canciones
Descarga digital
1. Self Machine - 3:54
2. Self Machine (Sub Focus Remix) - 4:09

Remix
1. Self Machine (La Roux Remix) - 4:16
2. Self Machine (Chew Fu Remix) - 6:26
3. Self Machine (Pangea Remix) - 4:23
4. Self Machine (Jackwob Remix) - 5:03

Vinilo
1. Self Machine - 3:54
2. Self Machine (Sub Focus Remix) - 4:09
3. Stunned - 3:36
4. Self Machine (La Roux Remix)

## Posicionamiento en listas
| Listas (2010–11)             | Mejor posición |
| ---------------------------- | -------------- |
| Belgian Tip Chart (Flanders) | 3              |
| Belgian Tip Chart (Wallonia) | 43             |
| German Singles Chart         | 56             |
| UK Singles Chart             | 64             |